# Vĩnh Thanh Vân
Vĩnh Thanh Vân là một phường thuộc thành phố Rạch Giá, tỉnh Kiên Giang, Việt Nam.

## Địa lý
Phường Vĩnh Thanh Vân nằm ở trung tâm thành phố Rạch Giá, có vị trí địa lý:
- Phía đông giáp phường Vĩnh Hiệp
- Phía tây giáp Vịnh Thái Lan
- Phía nam giáp phường Vĩnh Lạc
- Phía bắc giáp phường Vĩnh Thanh.

Phường Vĩnh Thanh Vân có diện tích 1,99 km², dân số năm 2023 là 39.310 người, mật độ dân số đạt 19.753 người/km².

## Hành chính
Phường Vĩnh Thanh Vân được chia thành 10 khu phố: 1, 2, 3, 4, 5, 6, 7, 8, 9, 10.

## Lịch sử
Sau năm 1975, phường Vĩnh Thanh Vân thuộc thị xã Rạch Giá.
Ngày 27 tháng 9 năm 1983, Hội đồng Bộ trưởng ban hành Quyết định số 107-HĐBT về việc chia phường Vĩnh Thanh Vân thành phường Vĩnh Thanh Vân và phường Vĩnh Hòa.
Ngày 31 tháng 5 năm 1991, Ban Tổ chức Chính phủ ban hành Quyết định số 288-TCCP về việc sáp nhập phường Vĩnh Hòa vào phường Nguyễn Trung Trực.
Ngày 11 tháng 2 năm 2003, Chính phủ ban hành Nghị định số 10/2003/NĐ-CP về việc thành lập phường Vĩnh Bảo trên cơ sở 77,38 ha diện tích tự nhiên và 17.789 nhân khẩu của phường Vĩnh Lạc.
Ngày 26 tháng 7 năm 2005, Chính phủ ban hành Nghị định số 97/2005/NĐ-CP về việc thành lập thành phố Rạch Giá thuộc tỉnh Kiên Giang. Phường Vĩnh Bảo và phường Vĩnh Thanh Vân trực thuộc thành phố Rạch Giá.
Tính đến ngày 31 tháng 12 năm 2022, phường Vĩnh Bảo có 1,18 km² diện tích tự nhiên, quy mô dân số là 15.990 người và 5 khu phố: 1, 2, 3, 4, 5. Phường Vĩnh Thanh Vân có 0,81 km² diện tích tự nhiên, quy mô dân số là 11.493 người, và 5 khu phố: 1, 2, 3, 4, 5.
Ngày 24 tháng 10 năm 2024, Ủy ban Thường vụ Quốc hội ban hành Nghị quyết số 1247/NQ-UBTVQH15 về việc sắp xếp đơn vị hành chính cấp xã của tỉnh Kiên Giang giai đoạn 2023 – 2025 (nghị quyết có hiệu lực từ ngày 1 tháng 12 năm 2024). Theo đó, sáp nhập toàn bộ 1,18 km² diện tích tự nhiên và quy mô dân số là 15.990 người của phường Vĩnh Bảo vào phường Vĩnh Thanh Vân.
Phường Vĩnh Thanh Vân có 1,99 km² diện tích tự nhiên và quy mô dân số là 27.429 người.

## Kinh tế - xã hội

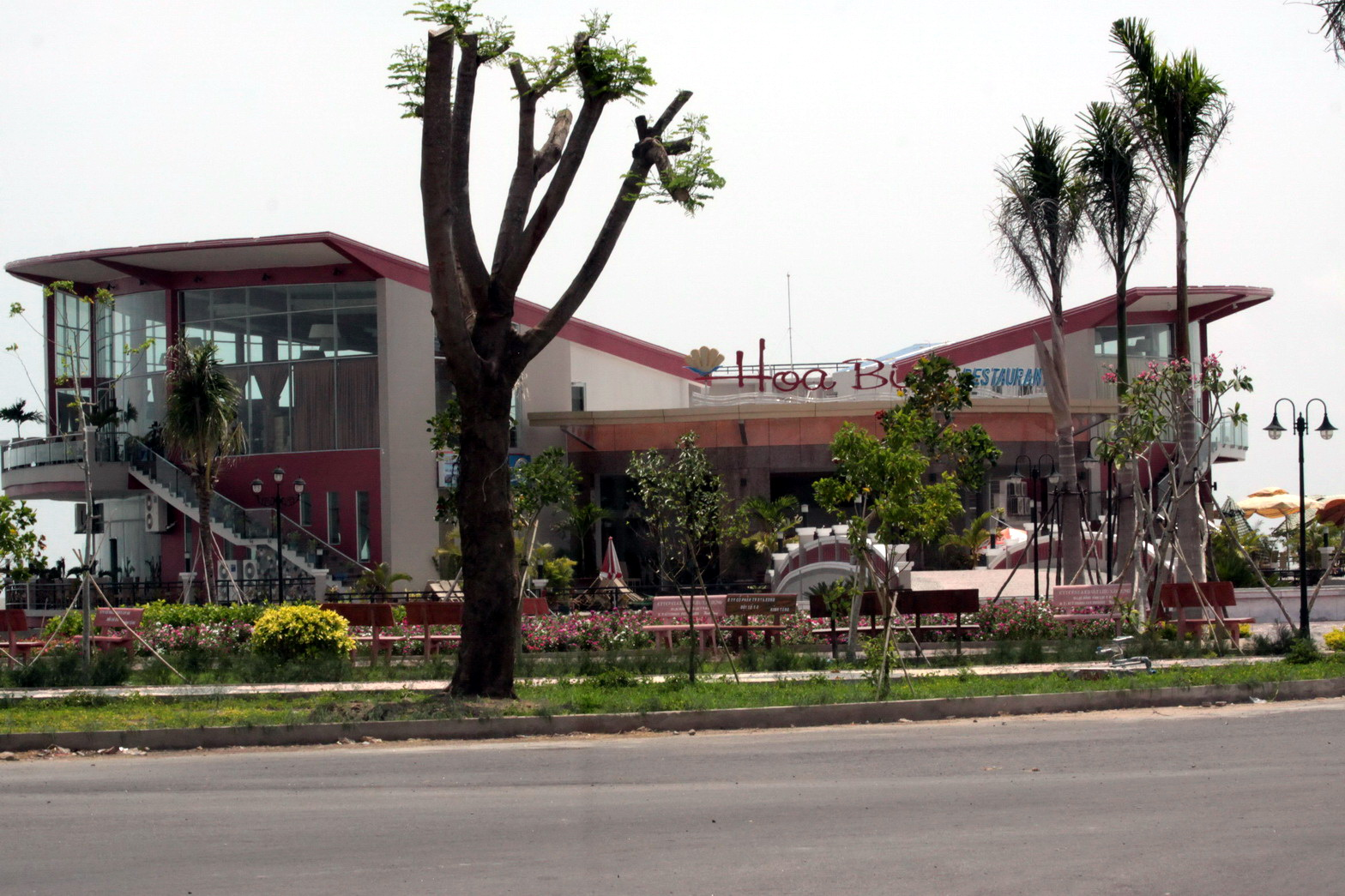
Nhà hàng Hoa Biển ở khu 16 ha

Phường hình thành trên cơ sở khu vực trung tâm lâu đời của thành phố Rạch Giá nên là trung tâm thương mại lớn của thành phố, tập trung nhiều cơ sở kinh doanh lớn. Phường có 2 chợ: Nguyễn Thoại Hầu (chợ Gà), Vĩnh Bảo nằm trên đường Ngô Quyền.

## Văn hóa
Phường Vĩnh Thanh Vân có nhiều công trình văn hóa, di tích gắn liền với lịch sử phát triển của Rạch Giá như: Bảo tàng tỉnh Kiên Giang, chùa bà Thiên Hậu, chùa Quan Thánh, chùa Tam Bảo, công viên tượng đài Nguyễn Trung Trực.